# Federación de baloncesto aficionado de Bangladés
La BABF (por sus siglas en inglés "Bangladesh Amateur Basketball Federation") es el organismo que rige las competiciones de clubes y la selección nacional de Bangladés. Pertenece a la asociación continental FIBA Asia.

## Ranking FIBA
| Po. | País                 | País      | Puntos |
| --- | -------------------- | --------- | ------ |
| 83  | Bandera de Bangladés | Bangladés | 0.0    |

## Clubes de Primera División (Masculino)
- Dhumketu Club
- Dhaka Mariner Youngs Club
- Josephites Club
- Eagles Club
- The Gregs Club
- Rangers Club
- Saints
- Gregarious Club
- Hornets Sports Club
- The Shawans Club
- Cantonian Sporting Club
- Panthers Club